# Гунцелин фон Волфенбютел
Гунцелин фон Волфенбютел (на немски: Gunzelin von Wolfenbüttel; * пр. 1170
† 2 февруари 1255) от фамилията фон Волфенбютел-Пайне е трушсес, държавник и военачалник.

## Биография
Той е син на Екберт I фон Волфенбютел († сл. 1191/1193) и съпругата му фон Бивенде. Баща му е фогт на Хайнинген и министериал на Хайнрих Лъв. Внук е на Буркхард фон Волфенбютел († сл. 1154). Правнук е на Видекинд фон Волфенбютел († ок. 1118), който построява водния замък Волфенбютел и е основател на град Волфенбютел. Сестра му фон Волфенбютел († сл. 1234) е омъжена за фон Остероде.
Гунцелин фон Волфенбютел-Пайне построява през 1218 – 1223 г. замък Асебург на река Асе при Волфенбютел.
Гунцелин в началото е дворцов трушсес при Велфския император Ото IV (1175/1176 –1218) и по-късно при Щауфския император Фридрих II (1194 – 1250). Той получава военни и дипломатически задачи. Гунцелин е посланик при папата Инокентий III (1160/1161 – 1216), за да съобщи идването на Ото IV за коронизацията за император през 1209 г. Така той става рицар и получава чрез наследство графството Пайне.
Ок. 1202 г. Гунцелин фон Волфенбютел поема замък Пайне след конфликт с епископа на Хилдесхайм Хартберт. На юг от замъка той основава ок. 1220 г. селището Пайне, което получава права на град през 1223 г.
Заслугите му като военен са завладяването на град Гослар през 1206 г. и участието му в началото на юни на неуспешната обсада на замък Лихтенберг при Залцгитер. След смъртта на император Ото IV през 1218 г. той се подчинява на крал и по-късен император Фридрих II.
През 1222 г. Гунцелин е известно време имперски легат в Тоскана. Там той трябва да спечели обратно херцогството Сполето и марката Анкона. Понеже действа сам, той е критикуван като щатхалтер пред църковните и светските владетели.
Неговите титли към името му са:
- „фон Пайне“ заради завладяването на замък Пайне ок. 1202 г. и основаването на град Пайне ок. 1220 г.
- „фон Асебург“ заради построяването на замък Асебург при Волфенбютел 1218 – 1223 г. Чрез строежа той основава линията фон дер Асебург.

Малко преди смъртта му замъкът Асебург е неуспешно обсаден от 1254 г. три години от Велфския херцог Албрехт Дългия. Защитник е Буркхард (Бусо), най-големият син на Гунцелин. През 1258 г. Албрехт завладява замък.

## Деца
Гунцелин фон Волфенбютел-Пайне се жени за министериалка от Хилдесхайм. Те имат има пет деца:
- Екберт III де Асеборх (* пр. 1218; † 13 март/1 юни 1270), рицар, женен I. за Берта фон Колдиц († 8 май 1253), II. пр. 3 март 1268 г. за София фон Вьолтингероде († сл. 25 май 1285); няма деца
- Буркхард III фон Волфенбютел († 1264?), рицар, женен за фон дем Дике; имат шест деца
- Гунцелин II фон Волфенбютел (* пр. 1234; † 1254), женен за Гертруд фон Плесе; имат четири деца
- Гертрудис фон Волфенбютел († сл. 1218)
- дъщеря фон Волфенбютел-Асебург, омъжена за рицар Херман фон Холтхузен-Беркуле († сл. 1206)